# Twee Tommen

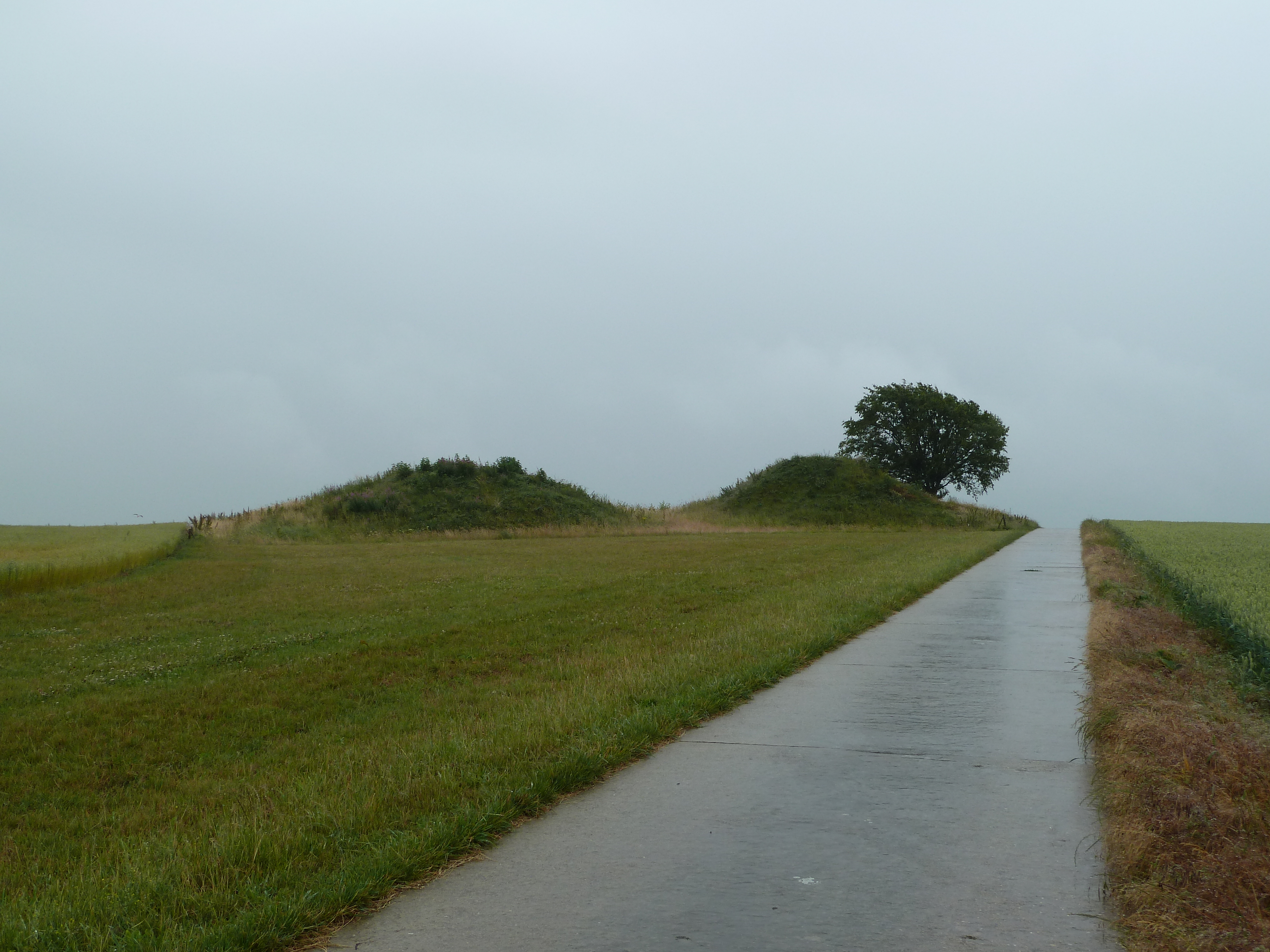
Idem

De Twee Tommen zijn Gallo-Romeinse tumuli, tommen of grafheuvels ten noordoosten van Kortijs en ten oosten van Montenaken, in de Belgisch-Limburgse gemeente Gingelom. De twee grafheuvels maken deel uit van een groep van 6 tommen binnen een straal van 1,5 kilometer rond Montenaken en dateren uit de tweede helft van de tweede eeuw na Christus. Ze zijn gesitueerd op het Twee-Tommenveld.
In 1863 werden de twee grafheuvels onderzocht door Henri Schuermans, waarbij bleek dat men hem reeds voor was geweest. In de Twee Tommen zijn er geen vondsten aangetroffen.
In 1979 werden de Twee Tommen beschermd als monument. In 2014 werden ze na een opknapbeurt van 3 jaar opnieuw heropend.